# Relleno sanitario El Molle
El relleno sanitario El Molle es un sitio de disposición de basuras ubicado en el sector de Quebrada Verde, a 12 km al sur de la ciudad de Valparaíso, Chile. Con 84 hectáreas, es el principal recinto de recepción de residuos de la Región de Valparaíso, y atiende al 64,13% de la población regional.
De propiedad de la Municipalidad de Valparaíso, inició sus operaciones en 1980 como vertedero. Entre 2001 y 2009 era operado por la empresa Girsa, y desde 2009 por la empresa Stericycle. En octubre de 2013 comenzó el funcionamiento del relleno sanitario —sitio que cumple con la normativa ambiental y sanitaria vigente—, el primero de la región.